# Иванчицы (Волынская область)
Ива́нчицы (укр. Іванчиці) — село в Луцкой городской общине Луцкого района Волынской области Украины.
До 2020 года входило в Рожищенский район.
Код КОАТУУ — 0724582601. Население по переписи 2001 года составляет 313 человек. Почтовый индекс — 45154. Телефонный код — 3368. Занимает площадь 2,202 км².